# 가비 터프트

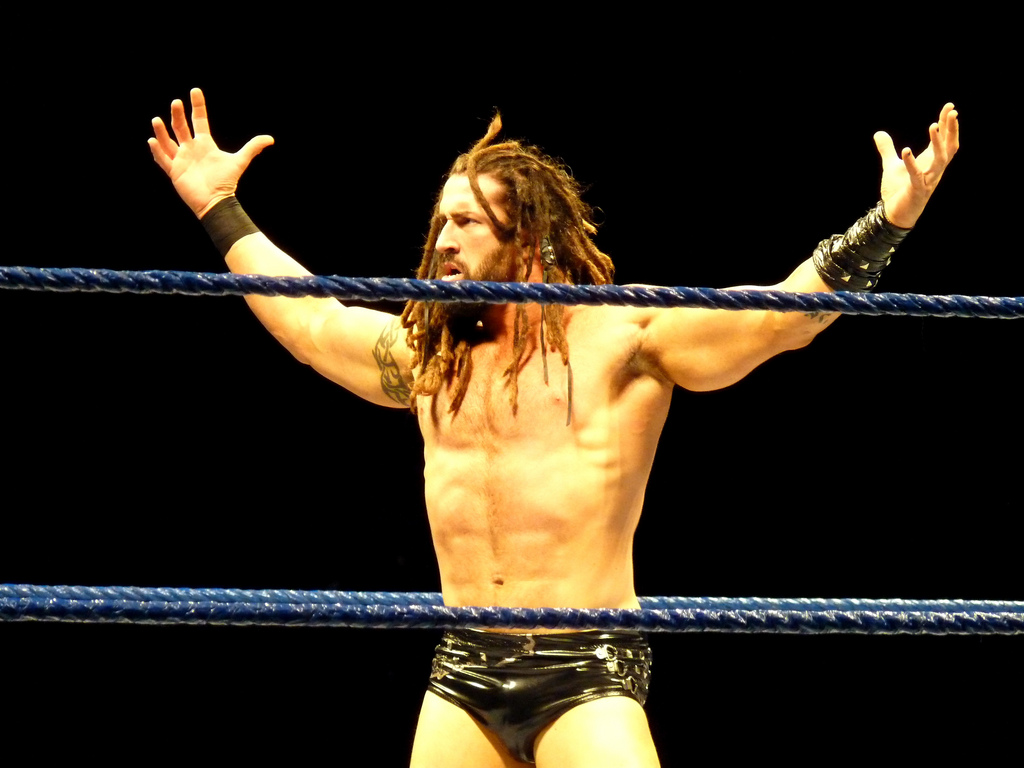
타일러 렉스 (2010년)

가비 터프트 (2023년)

가비 앨런 터프트(Gabbi Alon Tuft, 1978년 11월 1일 ~ )는 과거에 타일러 렉스(Tyler Reks)라는 이름으로 활동한 미국의 프로레슬링 선수다. 원명은 가브리엘 앨런 터프트(Gabriel Allan Tuft). 2021년 성전환을 하였다.